# Armée révolutionnaire (1793)
Pour les articles homonymes, voir armée révolutionnaire.
Les armées révolutionnaires sont des unités créées dans un contexte de défense révolutionnaire intérieure à partir de l'été 1793 et dans le contexte des insurrections fédéralistes. Il convient de les différencier des armées révolutionnaires françaises, qui sont les forces armées de la République à l'extérieur de ses frontières.
Créées spontanément en province dans le Nord, l'Alsace, le Midi, le Lyonnais et la vallée de la Loire, elles sont le fait, dans 47 cas sur 76, de sociétés populaires locales, pour le reste de représentants en mission. Selon Richard Cobb, 56 armées virent ainsi le jour en province, dans deux tiers des départements, pour un effectif total de 30 000 hommes; le Lot disposait de 3 200 hommes, le Bas-Rhin et la Loire, d'environ 1 000. À Nantes, où elle ne comptait que 60 hommes, elle prit le nom de Compagnie Marat.

## La création des armées révolutionnaires
En septembre 1793, Bertrand Barère de Vieuzac au nom du Comité de salut public, fit voter par la Convention la création d'une armée professionnelle qui mettait l'ensemble des institutions et des corps constitués sous la dépendance militaires des partisans de l'exagération révolutionnaire.
Le 5 septembre 1793, un décret de la Convention nationale créait à son tour une armée révolutionnaire parisienne qui fut le bras armé des partisans de l'exagération révolutionnaire:« Il y aura à Paris une force armée soldée par le Trésor public, composée de 6000 hommes et de 1 200 canonniers destinée à comprimer les contre-révolutionnaires, à exécuter partout où besoin sera les lois révolutionnaires et les mesures de salut public qui seront décrétées par la Convention nationale et à protéger les subsistances. »

## "La Terreur à l'ordre du jour"?
Contrairement à ce que les journaux de l'époque, puis l'historiographie du XIXe et du XXe siècle ont longtemps affirmé, la Terreur n'a pas été formellement "mise à l'ordre du jour" le 5 septembre. Les sections sans-culotte parisiennes veulent l'inscrire mais le terme "terreur" n'apparait cependant pas le décret du 5 septembre et seule la création des armées révolutionnaires y est mentionnée. La Terreur, élimination de l'ennemi intérieur est néanmoins à cette date désormais légalement dévolue aux organes révolutionnaires (comités de surveillance locaux et sociétés populaires) sous le vocable générique de "mesures de salut public"

## Constitution et mise en place
Les comités révolutionnaires des sections de Paris furent appelés à dresser les listes des soldats et la composition de l'état-major de cette armée, inspirée par Jean-Nicolas Pache et donc entièrement vouée à l'exagération révolutionnaire. L'infanterie était composée de sans-culottes (artisans et boutiquiers) payés 40 sous par jour et l'artillerie des compagnies des sections, détachées à l'armée révolutionnaire.
Le premier nommé fut Charles Philippe Ronsin, général de division à l'armée de l'Ouest, qui occupa avec son épouse un vaste appartement dans les locaux affectés à l'armée révolutionnaire, c'est-à-dire l'hôtel de La Massais situé, à l'angle de la rue de Choiseul et du boulevard Montmartre. Boulanger, général de brigade à l'armée des côtes de Cherbourg ; Parcin, général de brigade à l'armée de l'Ouest ; Mazuel, adjudant-général chef de brigade ; Houssaye, adjudant général, chef de bataillon, complétèrent l'état-major.
Cette armée fut chargée d'assurer le ravitaillement des villes et des armées, en liaison avec les représentants en mission, les commissaires du pouvoir exécutif et les commissaires civils, réquisitionnant les grains et assurant leur transport.
Utilisées en Vendée et à Lyon, les armées révolutionnaires jouèrent également un rôle dans le mouvement déchristianisateur.
L'état-major ainsi composé fut donc installé à l'ancien hôtel de La Massais ; cette armée qui menaçait directement la Convention disparut avec la défaite des Hébertistes ou Exagérés. L'exécution de Ronsin amena, le 24 mars 1794, la dissolution de l'armée révolutionnaire parisienne, par le décret du 7 germinal an II (27 mars 1794).